# Uszy (wyspa)
Uszy (ros. остров Уши) – wyspa o powierzchni 0,54 ha w Zatoce Piotra Wielkiego na Morzu Japońskim, 10 km na południe od Władywostoku i 100 metrów na zachód od Wyspy Rosyjskiej, należy do Archipelagu Cesarzowej Eugenii.